# Cosmos, Brasilien
Cosmos är en ort i Brasilien.   Den ligger i kommunen Rio de Janeiro och delstaten Rio de Janeiro, i den sydöstra delen av landet, 900 km sydost om huvudstaden Brasília. Cosmos ligger 34 meter över havet och antalet invånare är 65 961.
Terrängen runt Cosmos är platt åt nordväst, men åt sydost är den kuperad. Runt Cosmos är det mycket tätbefolkat, med 5 021 invånare per kvadratkilometer.. Närmaste större samhälle är Itaguaí, 17,4 km väster om Cosmos. 
Runt Cosmos är det i huvudsak tätbebyggt.